# 鳥取県道268号赤碕港線
鳥取県道268号赤碕港線（とっとりけんどう268ごう あかさきこうせん）は、鳥取県東伯郡琴浦町を通る一般県道である。

## 概要
東伯郡琴浦町大字赤碕から国道9号に至る。

### 路線データ
- 起点：鳥取県東伯郡琴浦町大字赤碕（鳥取県道267号大栄赤碕線交点）
- 終点：鳥取県東伯郡琴浦町大字赤碕（赤碕交差点、国道9号交点）

## 地理

### 通過する自治体
- 鳥取県
  - 東伯郡琴浦町

### 交差する道路
| 交差する道路            | 交差する場所 | 交差する場所      |
| ----------------------- | ------------ | ----------------- |
| 鳥取県道267号大栄赤碕線 | 大字赤碕     | 起点              |
| 国道9号                 | 大字赤碕     | 赤碕交差点 / 終点 |

### 沿線
- 日本海